# Marinefliegergeschwader 2
Das Marinefliegergeschwader 2 (MFG 2) war ein Flugzeug-Geschwader der Bundesmarine und der Deutschen Marine, das von 1958 bis 2005 in Dienst war.

## Auftrag
Der Auftrag des MFG 2 war die Seekriegführung und Aufklärung aus der Luft. Abgesehen von der in den ersten Jahren noch wahrgenommenen U-Jagd-Rolle war seine Aufgabe im Wesentlichen die Jagdbomber- und die Aufklärungsrolle. Neben Fotosensoren besaßen die Flugzeuge des Geschwaders diverse Waffen. Hierzu gehörten in der ersten Zeit Bordkanonen und ungelenkte Bomben, später kamen Seeziel- und Antiradar-Flugkörper hinzu.

## Geschichte

### 2. Marinefliegergruppe 1958–1959
Der Befehl Nr. 41 zur Aufstellung der bundesdeutschen Marineflieger vom 26. Juni 1956 sah neben dem neu zu schaffenden Marinefliegerkommando (MFKdo) in Kiel unter anderem auch die Aufstellung zweier fliegender Verbände vor:
- der 1. Marinefliegergruppe (1. MFGr), zuständig für den Bereich der Ostsee,
- der 2. Marinefliegergruppe (2. MFGr), zuständig für den Bereich der Nordsee.

Letztere Einheit wurde am 1. April 1958 auf dem Fliegerhorst Kiel-Holtenau aufgestellt, da der mittelfristig vorgesehene Standort, der Fliegerhorst Nordholz, noch nicht einsatzbereit war. Sie bestand zunächst nur aus dem Gruppenstab und der Horstgruppe.
In Kropp/Jagel wurde am 1. September 1958 die 1. Aufklärungsstaffel der 2. MFGr in Dienst gestellt, die – eigentlich für die Luftaufklärung vorgesehen – zunächst einmal der Ausbildung dienen sollte. Der Bedarf an Flugzeugen sah einige Hawker Sea Hawk, Fairey Gannet, Fouga Magister sowie einige Piaggio P.149 vor. Da jedoch weder die Infrastruktur noch die Mannschaftsstärke von 900 Mann (anfangs waren es weniger als 200) erreicht werden konnte, bestand die Gruppe zunächst nur auf dem Papier. Am 30. September 1958 konnte die Staffel jedoch ihre „volle“ Einsatzfähigkeit melden. Sie setzte sich zunächst zusammen aus:
- 6 Sea Hawk Mk. 100/101.
- 2 Fairey Gannet AS.Mk.4/T.Mk.5,
- 3 Fouga Magister.

Die gesamte Gruppe wurde bis Februar 1959 in Jagel vereinigt. Sie bestand danach aus sechs Staffeln, drei nicht fliegenden (Horststaffel, Fernmelde- und Ortungsstaffel, und Technische Staffel) und drei fliegenden Staffeln (eine Mehrzweckstaffel sowie die 1. und 2. Aufklärungsstaffel). Der Aufbau der Gruppe wurde von Personal der britischen Royal Navy unterstützt.
Bereits 1959 war der Standort Jagel, auch Standort des 1. Marinefliegergeschwaders, zu klein geworden, und so verlegte die gesamte 2. MFGr auf den Stützpunkt Schleswig-See. Kurze Zeit später kehrte zumindest die nunmehr neu gebildete 1. Aufklärungsstaffel zurück nach Jagel.

### 2. Marinefliegergeschwader / Marinefliegergeschwader 2 der Bundesmarine 1960–1993
Zu Beginn des Jahres 1960 erfolgte bei den Marinefliegern eine Umstrukturierung der Verbandsstruktur in Anlehnung an die der Luftwaffe, und so wurde aus der 2. MFGr am 1. August 1960 offiziell das 2. Marinefliegergeschwader. Im Frühjahr 1960 kehrte das Geschwader aus der Kaserne Schleswig-See nach Jagel zurück.

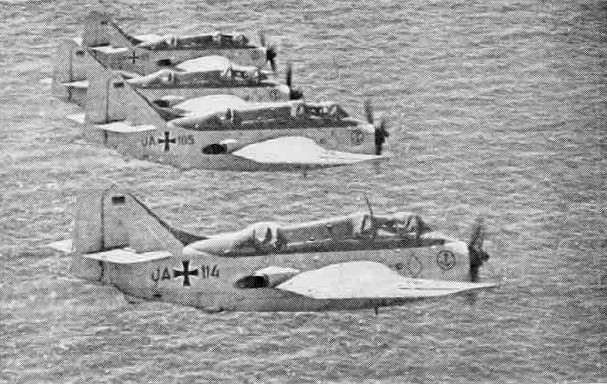
Gannet AS.4, U-Jagdstaffel

Nach weniger als einem Jahr reichte der Platz in Jagel nicht mehr aus, weil allein die 2. Mehrzweckstaffel nunmehr aus 18 Sea Hawk und 7 Verbindungsflugzeugen bestand. Deshalb wurde im Oktober 1961 die Aufklärungsstaffel an das neue 1. MFG abgegeben und im Tausch hierfür wurden 18 Fairey Gannet übernommen. Sie bildeten die neue U-Jagdstaffel, die im Februar 1962 mit einer technischen Komponente nach Sylt verlegte.
Bereits zum Zeitpunkt der Aufstellung des Verbands war der Fliegerhorst Nordholz als Stützpunkt vorgesehen. Dieser musste jedoch erst ausgebaut werden und konnte erst im Sommer 1962 erste Teile des Geschwaders aufnehmen. Zu Beginn des Jahres 1963 war der Ausbau abgeschlossen, und bis zum 28. April wurde das gesamte 2. Marinefliegergeschwader nach Nordholz verlegt.
Das 2. MFG wurde 1964 geteilt. Das am 1. Juni aufgestellte neue Marinefliegergeschwader 3 wurde ein U-Jagdgeschwader und übernahm die bisher auf Sylt stationierte U-Jagdstaffel, die hierzu im Oktober nach Nordholz verlegt wurde. Das Marinefliegergeschwader 2, so die neue Bezeichnung, wurde nach Abgabe der Gannets an das MFG 3 ein reines Jagdbomber-Geschwader, das zunächst noch in Nordholz stationiert blieb.
Ab 1960 ersetzten die ebenfalls bei der Luftwaffe eingeführten F/RF/TF-104G „Starfighter“ die Sea Hawk der Marineflieger. Für dieses Flugzeug war die Start- und Landebahn in Nordholz zu kurz, und es gab auch zu wenig Unterkünfte. Deshalb mussten große Teile der Technischen Gruppe nach Drangstedt ausquartiert werden. Vor der Verlegung des MFG 2 auf den Fliegerhorst Eggebek veranstalteten die Nordholzer Marineflieger am 14. Juni 1964 einen Tag der offenen Tür.

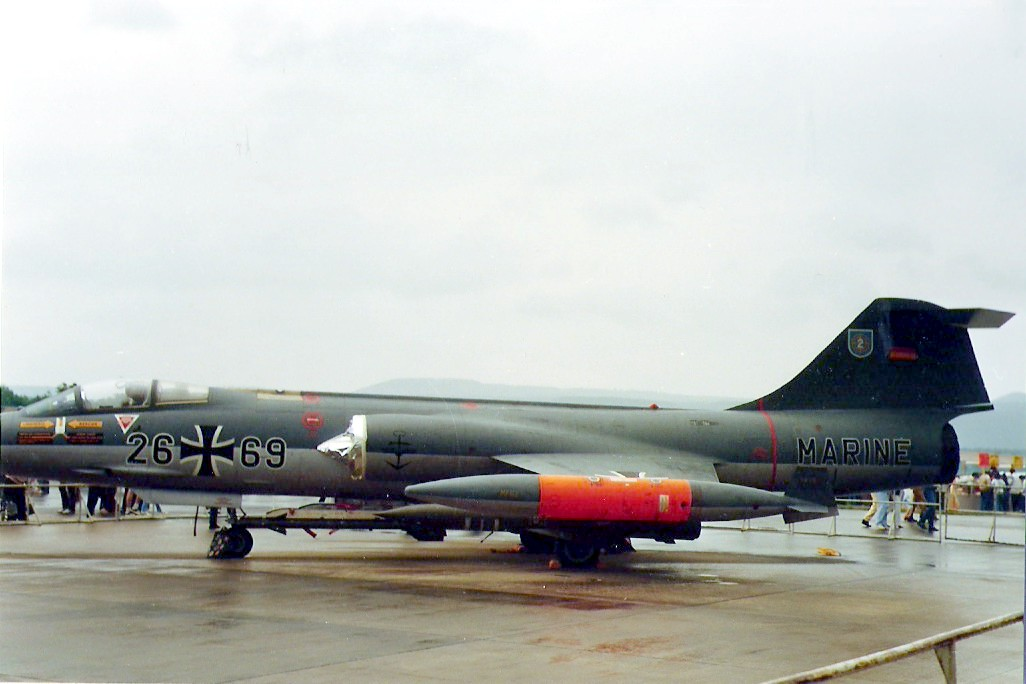
F-104G des MFG 2, 1984

Im September 1964 begann der Umzug zurück nach Schleswig-Holstein und nach einiger Zeit wurde der Fliegerhorst Eggebek von der Luftwaffe, deren Aufklärungsgeschwader 52 dort bis Oktober 1964 stationiert war, übernommen. Die zugehörige Kaserne (ab 1985 Friedrich-Wilhelm-Lübke-Kaserne) befand sich in Tarp. Die offizielle Übergabe des Standortes erfolgte am 12. März 1965. Die erste eigene F-104G traf am 17. des Monats ein und wenige Tage später erhielt das MFG 2 zusätzlich die Aufklärungsvariante des „Starfighter“, die RF-104G. Die letzten Sea Hawks verließen die Basis im folgenden Sommer und das Geschwader betrieb in den folgenden zwei Jahrzehnten zwei fliegende Staffeln der F-104. Die Magister und die P.149 wurden noch bis 1973 genutzt.
Beim Absturz einer RF-104G des MFG 2 kam im März 1970 der Sohn des damaligen Bundestagspräsidenten und früheren Verteidigungsministers Kai-Uwe von Hassel, Joachim von Hassel, ums Leben.
Der „Starfighter“ stand über zwei Jahrzehnte im Dienst des MFG 2, wobei es 1981/82, als das MFG 1 auf den „Tornado“ umrüstete, dessen 2. Staffel für ein Jahr als 3. Staffel mitbetrieb. In den letzten Einsatzjahren der „F-104“ betrieb das MFG 2 das Kunstflugteam „Vikings“. Es bestand aus zwei mit einer Sonderlackierung versehenen „Starfightern“. Eine F-104, die 22+01, befindet sich als 26+63 mit dieser Sonderlackierung heute im Technik-Museum Speyer.
Das MFG 2 war einer der letzten Nutzer der F-104. Beide Staffeln gaben ihre „Starfighter“ bis zum Sommer 1986 ab und rüsteten ab dem 11. September 1986 auf das neue Waffensystem Panavia Tornado um, wofür die Start- und Landebahn in Eggebek zuvor erneuert werden musste. Hierfür zogen die weniger werdenden F-104 des MFG 2 kurzfristig auf den Fliegerhorst Jagel (heute Schleswig) um.

### Marinefliegergeschwader der Deutschen Marine 1994–2005
Das Jahr 1993 brachte die Truppenreduzierung nach dem Ende des Kalten Krieges und eine erneute Umstrukturierung der Marineflieger mit sich. Das MFG 1 wurde zum Jahresende aufgelöst und ein Teil des Geschwaders inkl. 10 „Tornados“ an das MFG 2 in Eggebek übergeben. Die bisherige 2. Staffel des MFG 1 wurde endgültig zur 3. Staffel des MFG 2, der ab diesem Zeitpunkt ältesten fliegenden Staffel des Geschwaders. Damit einhergehend wurde zum 1. Januar 1994 ein neues Wappen eingeführt, das die Elemente der beiden bisherigen Wappen vereinte.

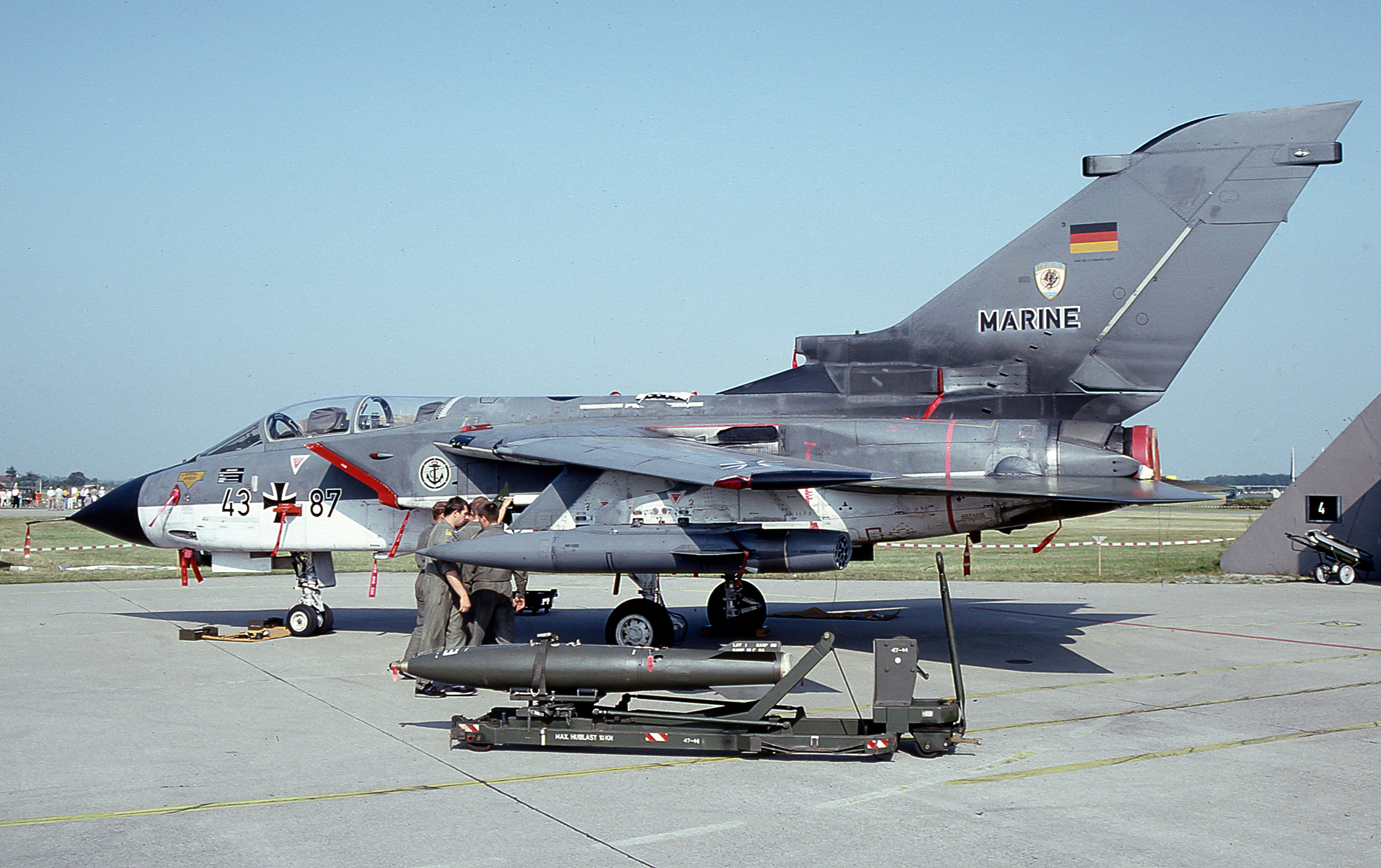
Tornado IDS des MFG 2, 1996

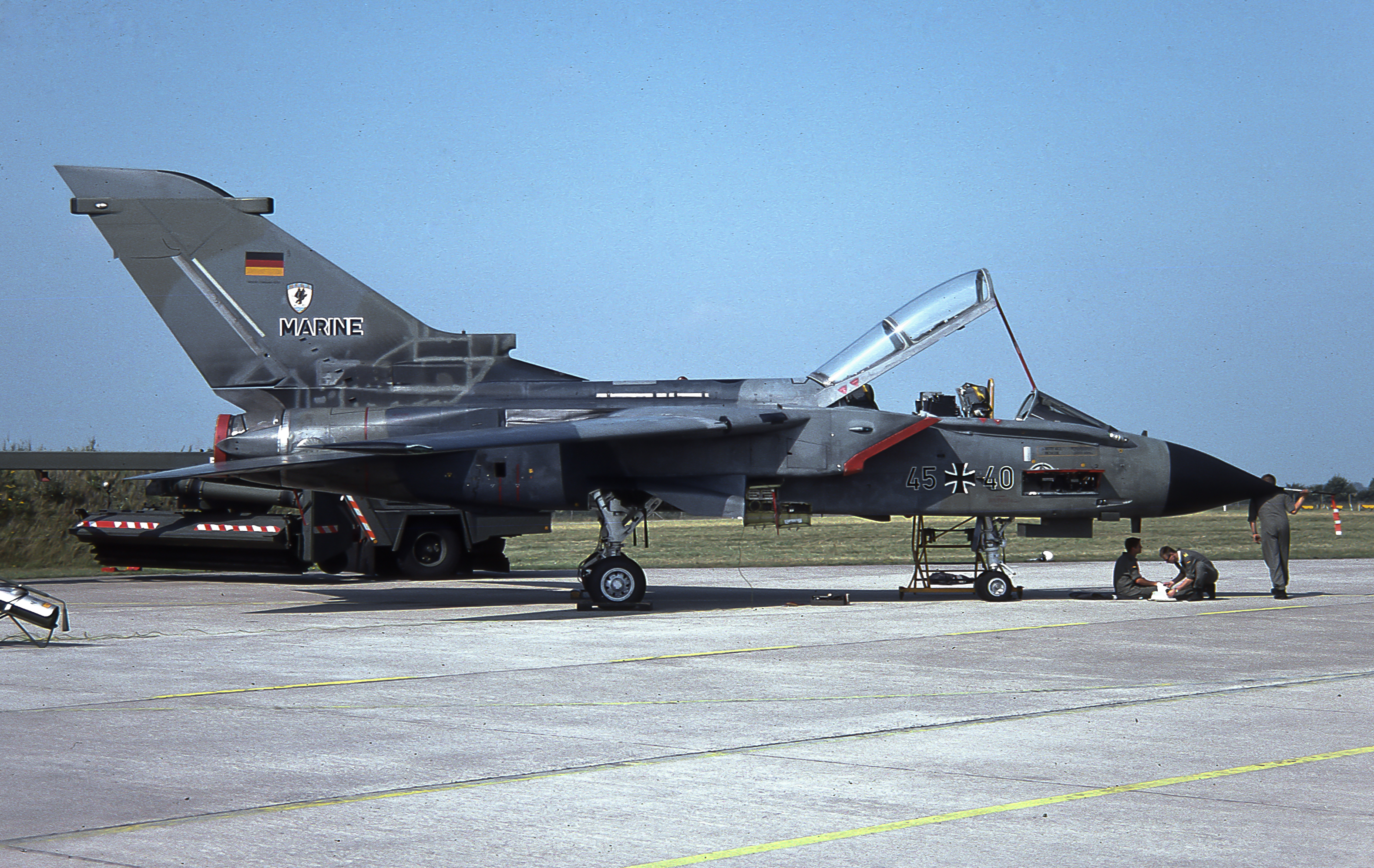
Tornado IDS des MFG 2, 1996

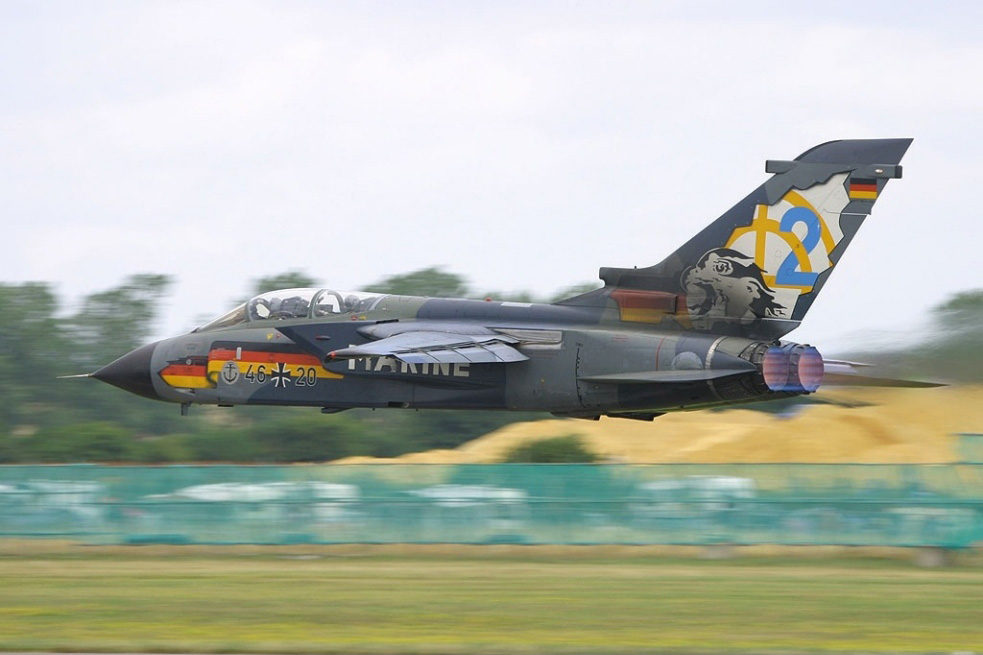
Ein besonders lackierter Tornado zur Außerdienststellung 2005

Als Teil der Krisenreaktionskräfte verlegten Teile des MFG 2 ab 1995 jährlich nach Roosevelt Roads, bis 2004 ein Stützpunkt der US-Navy. Nach einer Verlegung zur Einsatzüberprüfung eines Teils des Geschwaders im Jahre 2000 nach Ovar erhielt das MFG 2 als erster NATO-assignierter Verband den Status „Fully Mission Capable“.

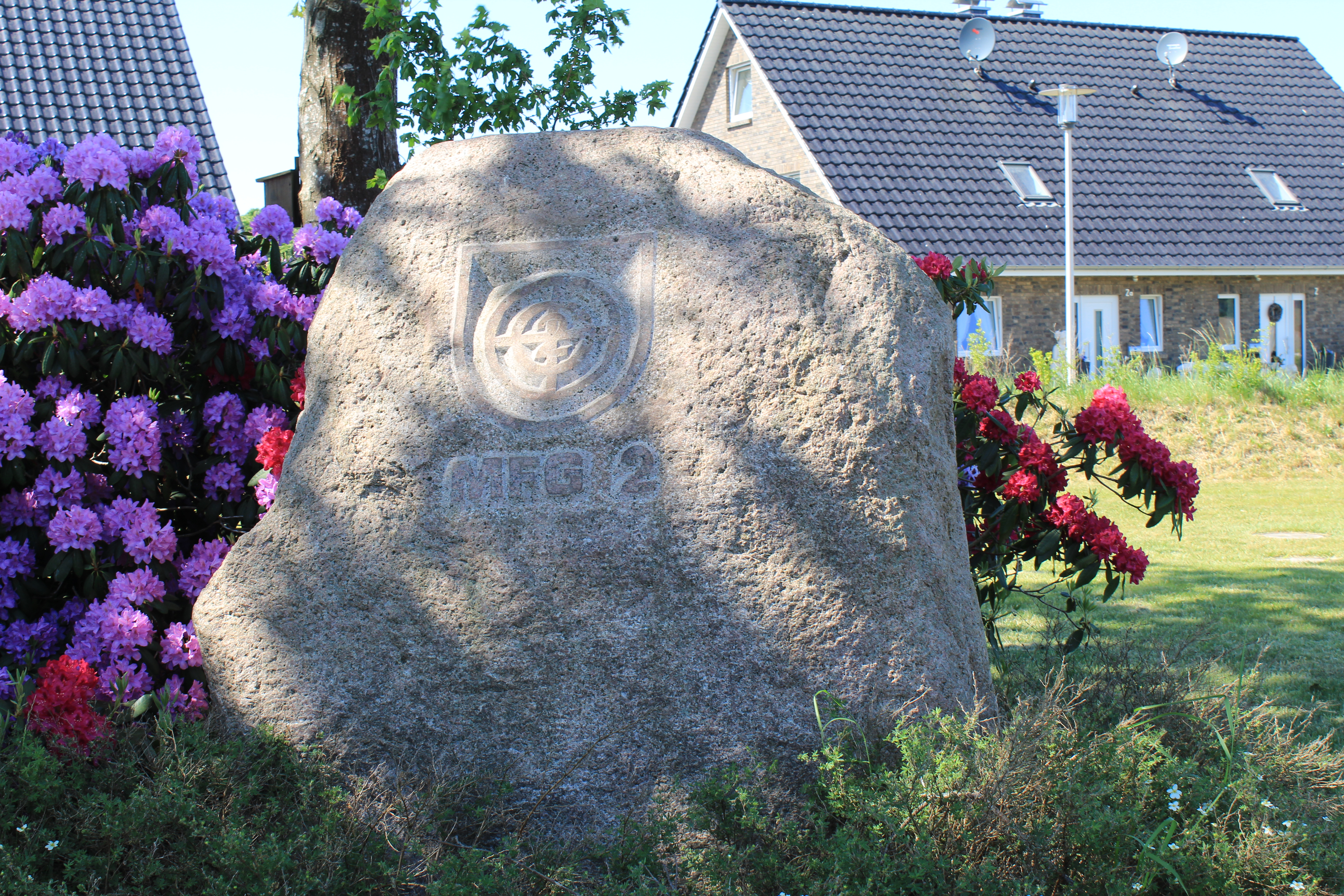
MFG2-Denkmal am ehemaligen Standort der Kaserne in Tarp

Die Entscheidung zur kompletten Außerdienststellung der Marine-Jagdbomber und damit der Auflösung des MFG 2 fiel 2003. Einen Teil der Waffensysteme erhielten andere Einheiten der Marineflieger und der Luftwaffe. Im Juni 2005 verließen die letzten beiden Maschinen, die 45+14 und 45+02, den Standort Eggebek in Richtung Nörvenich. Das MFG 2 wurde am 9. August 2005 offiziell außer Dienst gestellt und am 1. Januar 2006 endete auch die Geschichte des Bundeswehrstandortes Eggebek.

## Gliederung
Die letzte kleine Umgliederung erfolgte 1997. Seit dieser Zeit und bis zum Beginn der Auflösungsphase war das Geschwader wie folgt gegliedert. Hinzu kam bis September 2001 noch eine mit Roland ausgerüstete Flugabwehrkomponente.
- Geschwaderstab
- Fliegende Gruppe
  - 1. Fliegende Staffel (Einsatzstaffel)
  - 2. Fliegende Staffel (Einsatzstaffel)
  - 3. Fliegende Staffel (Ausbildungs- und Erprobungsstaffel mit einem Flugsimulator und der Gruppe Taktik und Versuche)
  - Flugbetriebsstaffel
    - Flugplatzinstandsetzungsstaffel

  - Geophysikalische BSt.
- Technische Gruppe
  - Instandsetzungsstaffel
  - Elektronikstaffel
  - Wartungs- und Waffenstaffel
  - Nachschub- und Transportstaffel
- Marineflieger-Standort Sanitätszentrum (2002 an den Sanitätsdienst der Bundeswehr abgegeben)

## Kommodore
| Nr. | Dienstgrad       | Name                | Berufung      |
| --- | ---------------- | ------------------- | ------------- |
| 01  | Fregattenkapitän | Werner Klümper      | 1. Apr. 1958  |
| 02  | Fregattenkapitän | Berthold Jung       | 16. Jan. 1959 |
| 03  | Fregattenkapitän | Ernst H. Thomsen    | 1. Okt. 1959  |
| 04  | Kapitän zur See  | Helmut Lorenz       | 1. Apr. 1960  |
| 05  | Kapitän zur See  | Rolf Lemp           | 20. Dez. 1965 |
| 06  | Kapitän zur See  | Helmuth Otto        | 30. Sep. 1969 |
| 07  | Kapitän zur See  | Kurt Ziebis         | 1. Apr. 1974  |
| 08  | Kapitän zur See  | Willi Scheyka       | 23. März 1977 |
| 09  | Kapitän zur See  | Jürgen Stief        | 24. Juni 1981 |
| 10  | Kapitän zur See  | Wolfgang Engelmann  | 2. Apr. 1985  |
| 11  | Kapitän zur See  | Volker Liche        | 28. Sep. 1987 |
| 12  | Kapitän zur See  | Lutz Pfeiffer       | 1. Apr. 1990  |
| 13  | Kapitän zur See  | Manfred Hartmann    | 30. Nov. 1994 |
| 14  | Kapitän zur See  | Michael Mollenhauer | 17. Sep. 1997 |
| 15  | Kapitän zur See  | Gerhard Pichl       | 22. Dez. 2001 |